# Австрійський провідник

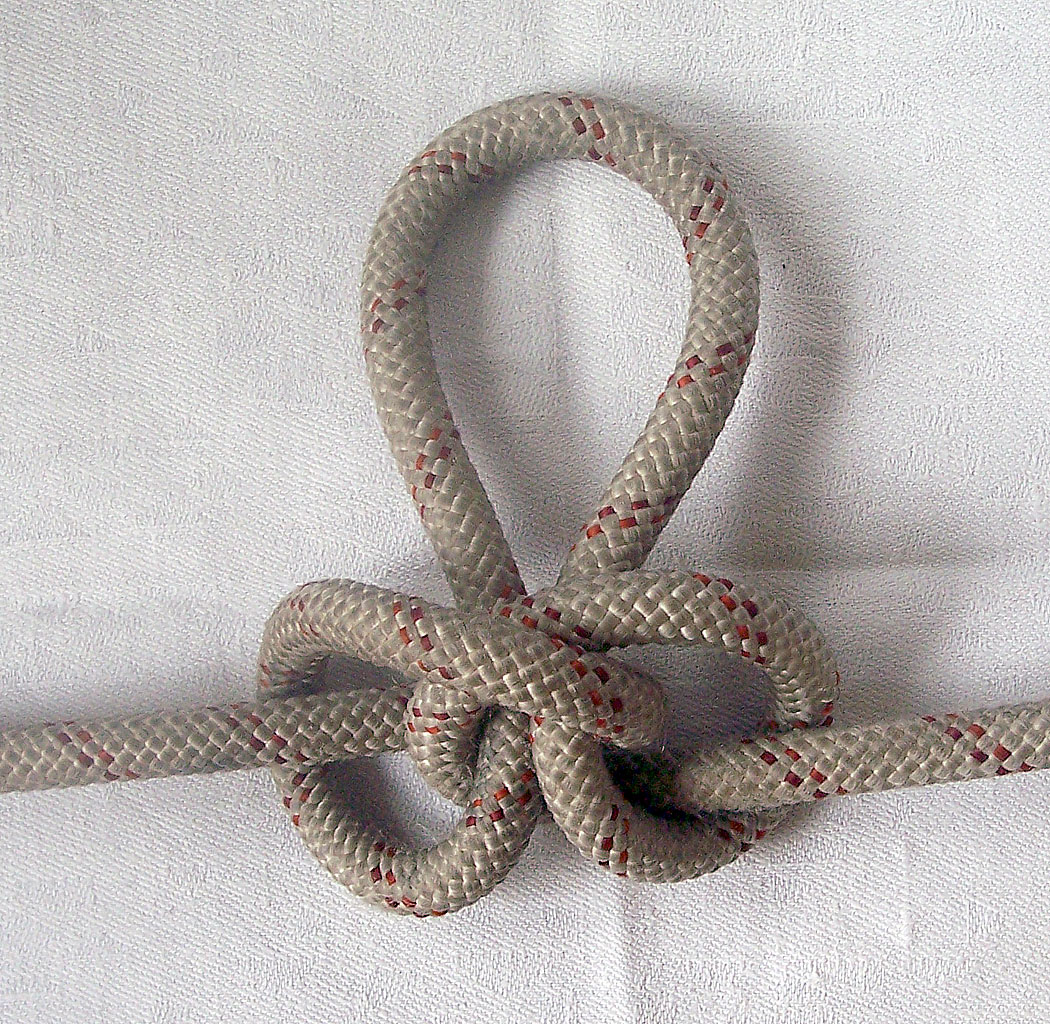

Австрійський провідник (вузол середнього) — використовується для організації точок кріплення на базовій мотузці і для кріплення в зв'язці середнього учасника, за що отримав своє друге поширена назва. Вузол примітний тим, що легко, у порівнянні з вісімкою, розв'язується і однаково добре затягується в обидві сторони. При ривку з однієї з сторін не ковзає по мотузці.

## Переваги
- Мале зниження міцності мотузки;
- Не ковзає і не затягується;
- Працює в будь-якому з трьох напрямків;
- Легко розв'язується.

## Недоліки
- Важко зав'язувати однією рукою;
- Важко зав'язати коли руки в рукавицях (актуально для альпінізму)
- Важко змінювати розмір петлі;
- Необхідна деяке тренування для зав'язування;
- Візуально важко визначити правильність зав'язування.

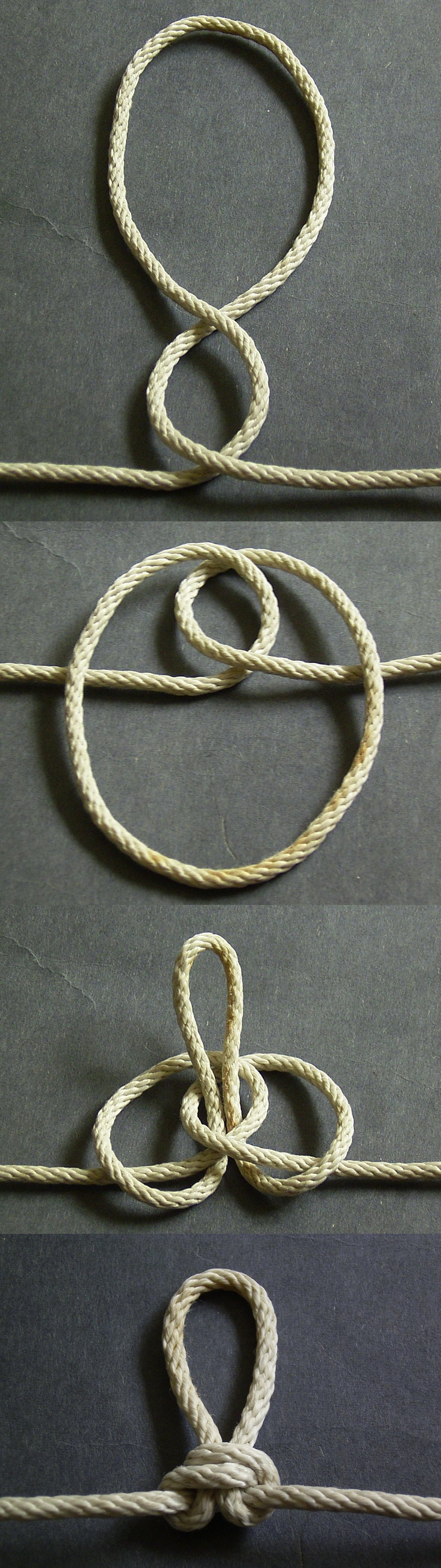
Among high quality knots, the butterfly loop is perhaps the easiest to remember how to tie correctly. Start by simply making two twists in the same direction to form the two loops. Then wrap the outer loop around the standing part and pull it through the hole of the inner loop.

## Застосування
- Використовується для кріплення в зв'язці середнього учасника;
- Для прив'язування мотузки до основних і проміжних кріплень;
- Не застосовується як амортизуючий вузол;
- Для тимчасової ізоляції дефектного (перебитого) шматка мотузки.

## Інтернет-ресурси
- Video instructions on how to tie a butterfly knot [Архівовано 27 лютого 2012 у Wayback Machine.]
- Butterfly Loop [Архівовано 25 лютого 2012 у Wayback Machine.]
- Butterfly Loop animation [Архівовано 4 лютого 2012 у Wayback Machine.]
- Knot Strengths [Архівовано 5 березня 2012 у Wayback Machine.]
- базові вузли для застосування у туризмі [Архівовано 13 липня 2012 у Wayback Machine.]